# Monarchen van Afghanistan
Deze lijst geeft de monarchen van de voormalige monarchie Afghanistan. Er is een aparte lijst met de presidenten van Afghanistan.

## DeHotakiden(1709-1738)
| Titel        | Naam                | Afbeelding | Begin van regeerperiode | Eind van regeerperiode |
| ------------ | ------------------- | ---------- | ----------------------- | ---------------------- |
| Woles Meshar | Mirwais Hotaki      |            | april 1709              | oktober 1715           |
| Woles Meshar | Abdul Aziz Hotaki   |            | oktober 1715            | 1717                   |
| Koning       | Mir Mahmood Hotaki  |            | 1717                    | 22 april 1725          |
| Koning       | Ashraf Shah Hotaki  |            | 22 april 1725           | 1729                   |
| Koning       | Shah Hussain Hotaki |            | 1729                    | 1738                   |

## DeDurraniden(1747-1823)
| Titel  | Naam                | Afbeelding | Begin van regeerperiode | Eind van regeerperiode |
| ------ | ------------------- | ---------- | ----------------------- | ---------------------- |
| Koning | Ahmed Shah Durrani  |            | juli 1747               | 16 oktober 1772        |
| Koning | Timur Shah Durrani  |            | 16 oktober 1772         | 18 mei 1793            |
| Koning | Zaman Shah Durrani  |            | 18 mei 1793             | 25 juli 1801           |
| Koning | Mahmud Shah Durrani |            | 25 juli 1801            | 13 juli 1803           |
| Koning | Shah Shuja Durrani  |            | 13 juli 1803            | 3 mei 1809             |
| Koning | Mahmud Shah Durrani |            | 3 mei 1809              | 1818                   |
| Koning | Ali Shah Durrani    |            | 1818                    | 1819                   |
| Koning | Ayub Shah Durrani   |            | 1819                    | 1823                   |

## HetEmiraat Afghanistan(1823-1926)
Barakzai-dynastie
| Titel  | Naam                 | Afbeelding | Begin van regeerperiode | Eind van regeerperiode |
| ------ | -------------------- | ---------- | ----------------------- | ---------------------- |
| Emir   | Habibollah Shah      |            | 1823                    | 1823                   |
| Regent | Soltan Mohammad Khan |            | 1823                    | 1826                   |
| Emir   | Dost Mohammed Khan   |            | 1826                    | 2 augustus 1839        |

Sadozai-dynastie
| Titel | Naam               | Afbeelding | Begin van regeerperiode | Eind van regeerperiode |
| ----- | ------------------ | ---------- | ----------------------- | ---------------------- |
| Emir  | Shah Shuja Durrani |            | 8 mei 1839              | 5 april 1842           |
| Emir  | Fathe Jang Khan    |            | 29 juni 1842            | 12 oktober 1842        |
| Emir  | Shahpur Khan       |            | 12 oktober 1842         | december 1842          |

Barakzai-dynastie
| Titel  | Naam                 | Afbeelding | Begin van regeerperiode | Eind van regeerperiode |
| ------ | -------------------- | ---------- | ----------------------- | ---------------------- |
| Emir   | Akbar Khan           |            | december 1842           | 1845                   |
| Emir   | Dost Mohammed Khan   |            | 1845                    | 9 juni 1863            |
| Emir   | Sjer Ali Khan        |            | 9 juni 1863             | mei 1866               |
| Emir   | Mohammad Afzal Khan  |            | mei 1866                | 7 oktober 1867         |
| Emir   | Mohammad A'zam Khan  |            | 7 oktober 1867          | 8 september 1868       |
| Emir   | Sjer Ali Khan        |            | 8 september 1868        | 21 februari 1879       |
| Emir   | Mohammed Jakoeb Khan |            | 21 februari 1879        | 12 oktober 1879        |
| Regent | Moesa Khan           |            | 12 oktober 1879         | 24 december 1879       |
| Regent | Mohammed Ajoeb Khan  |            | 24 december 1879        | 11 augustus 1880       |
| Emir   | Abdoer Rahman Khan   |            | 11 augustus 1880        | 3 oktober 1901         |
| Emir   | Habiboellah Khan     |            | 3 oktober 1901          | 20 februari 1919       |
| Emir   | Nasroellah Khan      |            | 20 februari 1919        | 28 februari 1919       |
| Emir   | Amanoellah Khan      |            | 28 februari 1919        | 1926                   |
| Emir   | Abd-al Karim         |            | juli 1924               | 30 januari 1925        |

## HetKoninkrijk Afghanistan(1926-1973)
Barakzai-dynastie
| Titel  | Naam              | Afbeelding | Begin van regeerperiode | Eind van regeerperiode |
| ------ | ----------------- | ---------- | ----------------------- | ---------------------- |
| Koning | Amanoellah Khan   |            | 1926                    | 14 januari 1929        |
| Koning | Inajatoellah Khan |            | 14 januari 1929         | 17 januari 1929        |
| Koning | Ali Ahmad Khan    |            | 17 januari 1929         | 9 februari 1929        |

Anti-hervormingsregel
| Titel | Naam                 | Afbeelding | Begin van regeerperiode | Eind van regeerperiode |
| ----- | -------------------- | ---------- | ----------------------- | ---------------------- |
| Emir  | Habiboellah Kalakani |            | 17 januari 1929         | 13 oktober 1929        |

Mohammadzai-dynastie
| Titel  | Naam                | Afbeelding | Begin van regeerperiode | Eind van regeerperiode |
| ------ | ------------------- | ---------- | ----------------------- | ---------------------- |
| Koning | Mohammed Nadir Sjah |            | 13 oktober 1929         | 8 november 1933        |
| Koning | Mohammed Zahir Sjah |            | 8 november 1933         | 17 juli 1973           |